# Сузір'я Євріона

Сузір'я Євріона складається з 5 кіл

Сузір'я Євріона — шаблон з п'яти кілець Омрона, що повторюються, за яким деякі моделі копірів розпізнають  банкноти.
Кільця Омрона (англ. Omron rings) — графічні мітки, призначені для захисту банкнот від копіювання. Вони надруковані друкарським способом і є кільцями однакового розміру: їх зовнішній діаметр становить 1,2 мм, внутрішній діаметр — 0,8 мм. Тобто, вони виглядають як кола діаметром близько 1 мм.
Автором цієї розробки є Японська корпорація Omron, яка має патент на систему виявлення банкнот при скануванні і друці, використання якого підтвердив Резервний банк Індії. Тому Міжнародне банкнотне товариство (IBNS — International Bank Note Society) пропонує називати цей захисний елемент «кільцями Омрона» (англ. Omron rings).
Захисними ознаками є певні конфігурації з п'яти кілець Омрона, одним з яких є сузір'я Євріона. Ці мітки виглядають як хаотично розкидані в якій-небудь ділянці банкноти маленькі (близько 1 мм в діаметрі) кола блідих, як правило, жовтого, помаранчевого або зеленого, кольорів (мал.).
Якщо такий захист присутній на банкноті, то деякі кольорові принтери і копіри відмовляються друкувати зображення цих банкнот — або просто відключаються, або задруковують аркуш чорною плашкою або залишають його порожнім. Іноді обмеження накладається на колір: на деяких моделях копірів колір, що збігається з гаммою американського долара, при друці автоматично спотворюється.
Технічні деталі алгоритму такого захисту не розголошуються навіть для виготівників захищеної продукції.
Кільця Омрона були одним із заходів, застосованих CBCDG для відвертання підробки банкнот у рамках нефахового фальшування грошей (англ. casual counterfeit). Цей винахід був запатентований в Японії у 1994 р., в США патент 5,845,008 був виданий в 1998 р. Апаратно-програмний комплекс проводить аналіз зображення, що вводиться, і у разі виявлення графічних міток у вигляді певної конфігурації кілець Омрона блокує відтворення цього зображення.
З 1996 р. і до теперішнього часу цей захист у своїх банкнотах використали 40 країн (таблиця). Цей список не є вичерпним, оскільки дедалі більше число виробників банкнот починають використати цю захисну ознаку.

## Дослідження
Аналіз графічних міток кілець Омрона в 2002 р. здійснив дослідник з Кембриджу Маркус Кун (Markus Kuhn). Він виявив, що при спробі копіювання «розпізнавальним знаком» банкноти є певний шаблон з п'яти невеликих кіл, що повторюються. Наявність тільки п'яти таких кіл (одного сузір'я) вистачає, щоб заблокувати роботу приладу. Кун назвав цей шаблон сузір'ям Євріона (англ. EURion Constellation) тому, що дослідження він проводив на банкнотах євро, а геометрично ця група кіл нагадує йому сузір'я Оріону.
Кожне таке кільце належить до якого-небудь сузір'я, які розташовані на банкноті у різних орієнтаціях, створюючи враження їх випадкового розташування.
У Мережі також наводяться деякі результати аналізу геометричних параметрів цього шаблону з кілець Омрона на прикладі англійського фунта стерлінгів. З цього аналізу, зокрема, витікає, що для упізнання банкноти ці геометричні параметри (лінійні розміри, міра розмитості тощо) повинні витримуватися дуже жорстко.
Таким чином, у рамках захисного комплексу, розробленого фірмою OMRON Corporation, кільця Омрона є графічними мітками, по яких цей комплекс при аналізі графічного зображення «пізнає» банкноту. Дослідження банкнот інших країн з цим захистом показало, що конфігурація з 5 кіл, що становлять сузір'я Євріона, є не єдиною. Існує ще, принаймні, одна конфігурація кілець Омрона у вигляді неправильного п'ятикутника, по яких копіювальні системи пізнають банкноту.

## Використання
З 1996 р. і до теперішнього часу цей захист у своїх банкнотах використали 40 країн (таблиця.). Цей список не є вичерпним, оскільки все більше число виробників банкнот починають використовувати цю захисну ознаку.
| Країна                           | Валюта                        | Номінали банкнот з сузір'я Євріона (рік випуску або модифікації)                |
| -------------------------------- | ----------------------------- | ------------------------------------------------------------------------------- |
| Австрія                          | +шилінг                       | 500, 1000 (1997 р.)                                                             |
| Нідерландські Антильські острови | ⌂гульден                      | 10, 25, 50, 100 (1998 р.)                                                       |
| Аоминь (Макао)                   | ⌂патака                       | 10, 20, 50, 100 (2003 р. Банк Китаю)                                            |
| Вірменія                         | ⌂драм                         | 1000 (2001 р.), 5000 (2003 р.), 10000 (2003 р.)                                 |
| Аруба                            | ⌂флорин                       | Все (2003 р.)                                                                   |
| Бельгія                          | +франк                        | 500 (1998 р.), 1000 (1997 р.), 10 000 (1997 р.)                                 |
| Болгарія                         | ⌂лев                          | Все (1999 р.), 20 (2005 р.)                                                     |
| Велика Британія                  | +фунт                         | 5 (2002 р.), 10 (2000 р.), 20 (1999, 2007 рр.)                                  |
| Угорщина                         | +форинт                       | 500 (пам'ятна, 2006 р.), Все (2008—2013 рр.), 10000, 5000, (2014 р.)            |
| Німеччина                        | +марка                        | 50, 100, 200 (1996—2002 рр.)                                                    |
| Данія                            | +крона                        | Усі (1997 р., 2002 р.)                                                          |
| Джибуті                          | +франк                        | 1000 (2005 р.)                                                                  |
| Європейський союз                | +євро                         | Усі (2002 р.), 5, 10 (2013 р.)                                                  |
| Єгипет                           | ⌂фунт                         | 5 (2002 р.), 10 (2003 р.), 20 (2001 р.), 50 (2001 р.), 100 (2000 р.)            |
| Західно-Африканські держави      | ⌂франк                        | 1000 (2003 р.), 2000 (2003 р.), 5000 (2003 р.), 10 000 (2003 р.), 500 (2012 р.) |
| Індія                            | ⌂рупія                        | 50 (2006 р.), 100 (2005 р.) 500 (2000 р.), 1000 (2000 р.)                       |
| Індонезія                        | ⌂рупія                        | 10000, 20000, 50000, 100000 (2010—2014 рр.)                                     |
| Канада                           | +долар                        | Усі (2001 р.), всі (полімер 2011—2013 рр.)                                      |
| Киргизія                         | ⌂сом                          | 20 (2009 р.), 50 (2009 р.), 100 (2009 р.), 5000 (2009 р.)                       |
| КНР                              | ⌂юань                         | 1 (2004 р.) 5 (2005 р.) і вище                                                  |
| Коморські Острови                | ⌂франк                        | 500 (2006 р.) 1000, 2000 (2005 р.)                                              |
| Республіка Корея                 | ⌂вона                         | Усі (2006—2007 рр.)                                                             |
| Кувейт                           | ⌂динар                        | 5, 10, 20 (2014 р.)                                                             |
| Мадагаскар                       | ⌂франк                        | 100, 200, 500, 1000 і (2004 р.)                                                 |
| Марокко                          | ⌂дирхам                       | Усі (2002 р.), усі (2013 р.)                                                    |
| Мексика                          | ⌂песо                         | 1000 (2004 р.), 50 (2005 р.), 20 (2007 р.)                                      |
| Намібія                          | ⌂долар                        | Усі (2012 р.)                                                                   |
| Нідерланди                       | +гульден                      | 10 (1997 р.)                                                                    |
| Норвегія                         | +крона                        | Усі (1999 р.)                                                                   |
| ОАЕ                              | ⌂дірхам                       | 500 (2011 р.)                                                                   |
| Румунія                          | +лей                          | Усі (2005 р.)                                                                   |
| Саудівська Аравія                | ⌂ріал                         | Усі (2007 р.)                                                                   |
| Свазіленд                        | ⌂лілангені                    | 100 (2010 р.), усі (2011 р.)                                                    |
| Сінгапур                         | ⌂долар                        | Усі (1999 р.)                                                                   |
| Словаччина                       | +крона                        | 200, 500, 1000 (1999 р.)                                                        |
| США                              | +долар                        | 5 (2008 р.), 10 (2006 р.), 20 (2003 р.), 5 (2004 р.), 100 (2009 р.)             |
| Таїланд                          | ⌂бат                          | 1000, 100 (2005 р.), 50 (2011 р.), 80, 100 (2012 р.), 20 (2013 р.)              |
| Туніс                            | ⌂динар                        | 10 (2005 р.)                                                                    |
| Туреччина                        | +ліра                         | Усі (2005 р.)                                                                   |
| Уганда                           | ⌂шилінг                       | Усі (2010 р.)                                                                   |
| Фарерські острови                | +крона                        | Усі (2001 р.), усі (2012 р.)                                                    |
| Франція                          | +франк                        | 100 (1997 р.)                                                                   |
| Хорватія                         | +куна                         | 5, 10, 20 (2001 р.), 50, 100, 200 (2002 р.)                                     |
| ЦАВЕС                            | ⌂Центральноафриканський франк | Усі (2003 р.)                                                                   |
| Чехія                            | +крона                        | 2000 (2007 р.)                                                                  |
| Чилі                             | +песо                         | 2000 (2010 р.), 10000 (2010 р.), 1000 (2011 р.)                                 |
| Швеція                           | +крона                        | 50 (2006 р.), 100 (2001 р.), 500 (2001 р.), 1000 (2006 р.)                      |
| Південно-Африканська Республіка  | ⌂ранд                         | Усі (2005 р.), усі (2013 р.)                                                    |
| Японія                           | +єна                          | 2000 (серія D), усі серії Е                                                     |

+ — є сузір'я Євріона
⌂ — є неправильний п’ятикутник
Основну інформацію наведено згідно книги Маресин В. М. Защищённая полиграфия. — М.: «Флинта» и МГУП имени Ивана Федорова, 2012. — 640 с. — С. 207—211. — isbn 978-5-9765-1243-6

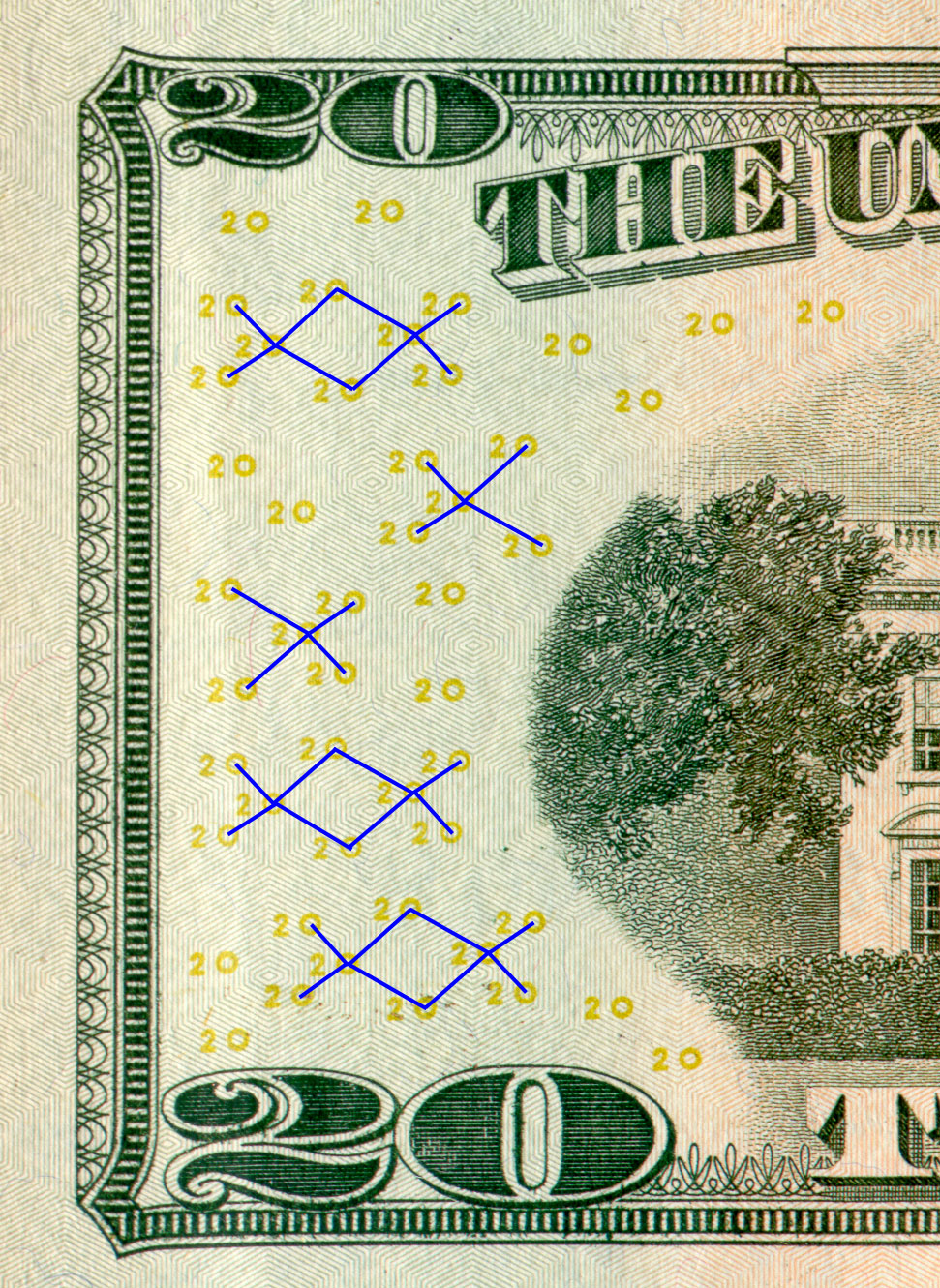

На деяких банкнотах сузір'я Євріона використовується як елемент графічного дизайну. Наприклад, на доларах США серії 2004 року номіналів 20 і 50 доларів до «зірок» сузір'їв додаються відповідні цифри для позначення гідності купюр. На банкноті в 5 доларів США цей номінал позначатиметься як 05.
На купюрі у 20 фунтів стерлінгів зразка 1999 року, присвяченій композиторові Е. Елгару, ці зірки відіграють роль нотних знаків на лицьовій стороні банкноти.
З'явилася навіть «єврионізація» (eurionize) — програма, яка вставляє в документ у форматі PostScript сузір'я Євріона. Викликається вона командою: eurionize < document.ps > protected.ps

Цю програму написано мовою Perl і вона повинна працювати під операційними системами, які підтримують Perl. З її допомогою «сузір'я Євріона» можна вбудувати у будь-який захищений продукт (втім, і незахищений теж) і, отже, будь-який такий документ розпізнаватиметься відповідними пристроями як банкнота і можливі спроби його копіювання блокуватимуться. Слід тільки мати на увазі, що для чорно-білих копіювальних пристроїв цей захист не працює.